# Year of the Dog... Again
Year of The Dog... Again es el sexto álbum de estudio del rapero de Nueva York DMX, lanzado el 1 de agosto de 2006, los primeros singles lanzados fueron: "Lord Give me a Sign" y "We In Here". 
El álbum debutó en el número 2 del Billboard 200 y número uno en las listas de rap con 125 000 copias vendidas en la primera semana.
Este hecho fue muy importante para el artista ya que anteriormente en sus cinco primeros álbumes había debutado como número 1 en las listas de los Estados Unidos, rompiendo una carrera sin precedentes para cualquier artista en cualquier género.

## Sobre el álbum
Es la primera de las tres emisiones regulares en la etiqueta del nuevo LP de DMX Sony, después de dejar Def Jam, debido a diferencias con los directivos, sin embargo, después de cambiar de disquera, Def Jam todavía le permitió el acceso a las muchas canciones que grabó, siempre bajo la etiqueta de Def Jam. Una parte de estas canciones aparecen en el corte final, en su mayoría con la producción de actualización. El álbum también fue lanzado en una edición editada. 
El título del álbum está relacionado con el calendario chino, en la que el álbum fue lanzado en el año del perro.

## Lista de canciones
| N.º | Título                                             | Productor (es)              | Duración |  |
| 1.  | «Intro»                                            | Dame Grease                 | 1:32     |  |
| 2.  | «We in Here»                                       | Swizz Beatz                 | 3:54     |  |
| 3.  | «I Run Shit» (with Big Stan)                       | Swizz Beatz                 | 3:56     |  |
| 4.  | «Come Thru' (Move)» (with Busta Rhymes)            | Swizz Beatz                 | 3:42     |  |
| 5.  | «It's Personal» (with Styles P, Jadakiss)          | The Tuneheadz               | 3:44     |  |
| 6.  | «Baby Motha» (with Janyce)                         | Swizz Beatz                 | 4:41     |  |
| 7.  | «Dog Love» (with Amerie, Janyce)                   | Chad Elliot & Eddie Timmons | 3:42     |  |
| 8.  | «Wrong or Right? (I'm Tired)» (with Bazaar Royale) | Elite                       | 5:24     |  |
| 9.  | «Give 'Em What They Want»                          | Scott Storch                | 2:46     |  |
| 10. | «Walk These Dogs» (with Kashmir)                   | Dame Grease                 | 2:56     |  |
| 11. | «Blown Away» (Janyce, Jinx)                        | Divine Bars                 | 4:02     |  |
| 12. | «Goodbye»                                          | Da Gutta Fam                | 4:50     |  |
| 13. | «Life Be My Song»                                  | Dame Grease                 | 4:02     |  |
| 14. | «The Prayer VI»                                    | DMX                         | 1:30     |  |
| 15. | «Lord Give Me a Sign»                              | Scott Storch                | 3:28     |  |

## Posicionamiento
| Listas (2006)                         | Posición |
| ------------------------------------- | -------- |
| Australian Albums Chart               | 32       |
| Austrian Albums Chart                 | 23       |
| Belgian Albums Chart                  | 39       |
| Canadian Albums Chart                 | 4        |
| Dutch Albums Chart                    | 70       |
| French Albums Chart                   | 43       |
| German Albums Chart                   | 7        |
| New Zealand Albums Chart              | 37       |
| Swiss Albums Chart                    | 7        |
| UK Albums Chart                       | 22       |
| U.S. Billboard 200                    | 2        |
| U.S. Billboard Top R&B/Hip-Hop Albums | 1        |
| U.S. Billboard Top Rap Albums         | 1        |